# Ґраунд-ефект

Форма днища Lotus 79, яка забезпечує появу ґраунд-ефекту

Ґраунд-ефе́кт (англ. ground effect — ефект близькості поверхні, ефект землі) — це низка ефектів, що обумовлюються впливом близькості базової поверхні на аеродинамічні характеристики рухомого над нею тіла. В автоспорті під цим розуміють створення області низького тиску між днищем автомобіля і поверхнею траси з метою забезпечення додаткової притискної сили.

## Передумови
У 1960-і роки конструктори перегонових автомобілів стали звертати увагу на роль аеродинаміки при русі автомобіля по трасі. Використання аеродинамічних сил для притискання шин автомобіля до поверхні траси дозволяло проходити повороти на вищій швидкості. Найочевиднішим вирішенням було застосування антикрил і спойлерів, що використовують для створення притискної сили потік повітря, що проходить над корпусом автомобіля. Однак, це рішення має суттєвий недолік: поверхні, що використовуються для забезпечення притискного зусилля створюють додатковий аеродинамічний опір, що знижує швидкість автомобіля при русі по прямій траєкторії. Конструктори намагались виправити цей недолік шляхом керування кутом атаки антикрил, але згодом рухомі аеродинамічні елементи в конструкціях перегонових автомобілів були заборонені Міжнародною автомобільною федерацією (FIA).
Іншою можливістю створення притискної сили було використання повітряного простору під днищем автомобіля. Якщо забезпечити прискорення повітря, яке проходить цим шляхом, то внаслідок ефекту Вентурі під автомобілем виникає область зниженого тиску, що створює додаткову притискну силу. Ще одним способом знизити тиск повітря під автомобілем є активне відпомповування його з цієї зони за допомогою вентилятора.

## Переваги і недоліки
Переваги
- Створення суттєвої притискної сили відбувається практично без збільшення лобового опору автомобіля.
- При створенні розрідження під автомобілем за допомогою вентилятора притискна сила не залежить від швидкості руху, що дає додаткову перевагу при проходженні поворотів.

Недоліки
- Ґраунд-ефект дуже чутливий до зазору між днищем автомобіля та поверхнею траси. Щоб забезпечити сталість зазору, доводиться застосовувати гранично тверду підвіску, що знижує комфорт водія.
- При підскоку автомобіля на будь-якій нерівності траси відбувається втрата притискної сили і, як наслідок, керованості. Це може призвести до аварії з тяжкими наслідками.
- При створенні розрідження під автомобілем за допомогою вентилятора, він затягує пил і сміття з поверхні траси і відкидає їх назад, що становить небезпеку для гонщиків, що переслідують автомобіль.

## Історія використання

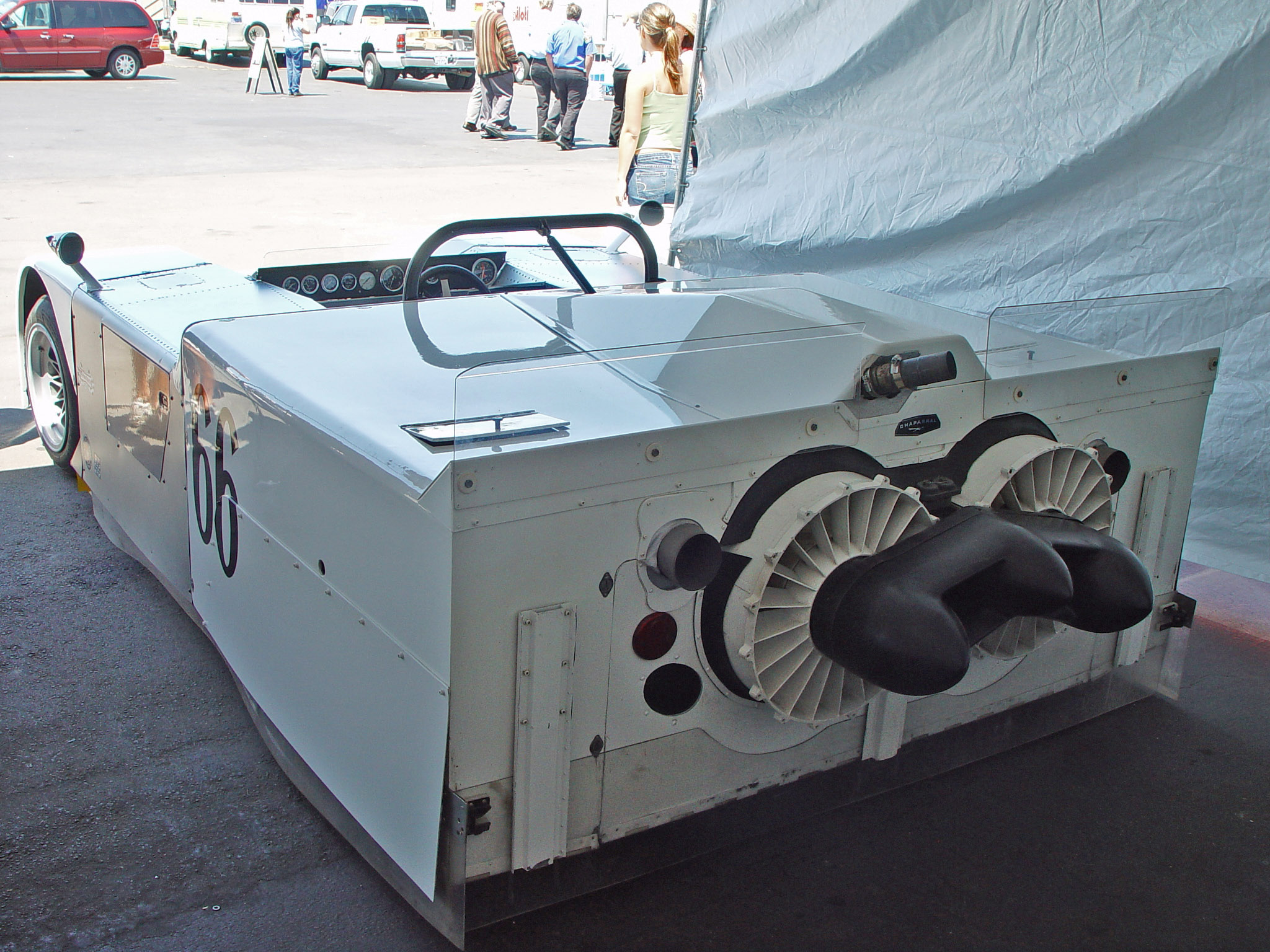
Chaparral 2J, вид ззаду. На лівому борті видно «юбку» з полікарбонату, яка ізолює повітряний простір під автомобілем

Першим конструктором спортивних автомобілів, що намагався використати ґраунд-ефект, був Джим Голл. У 1961 році він застосував на своєму автомобілі Chaparral спеціальний профіль днища, проте не добився успіху, а у 1970 створив модифікацію Chaparral 2J, у якій ґраунд-ефект створювався парою вентиляторів, що відпомповували повітря з приводом від окремого двигуна. У цій моделі вперше було застосовано «юбку», що прикривала з боків зазор між автомобілем і поверхнею траси. Автомобіль взяв участь у перегонах Can-Am і показав найкращий результат у кваліфікації, проте не добився перемог через технічні несправності. Після завершення сезону використовувати Chaparral 2J було заборонено Американським клубом спортивних автомобілів через скарги суперників на камінці, що вилітали з вентиляторів та порушення правил FIA, які забороняють рухомі аеродинамічні пристрої.

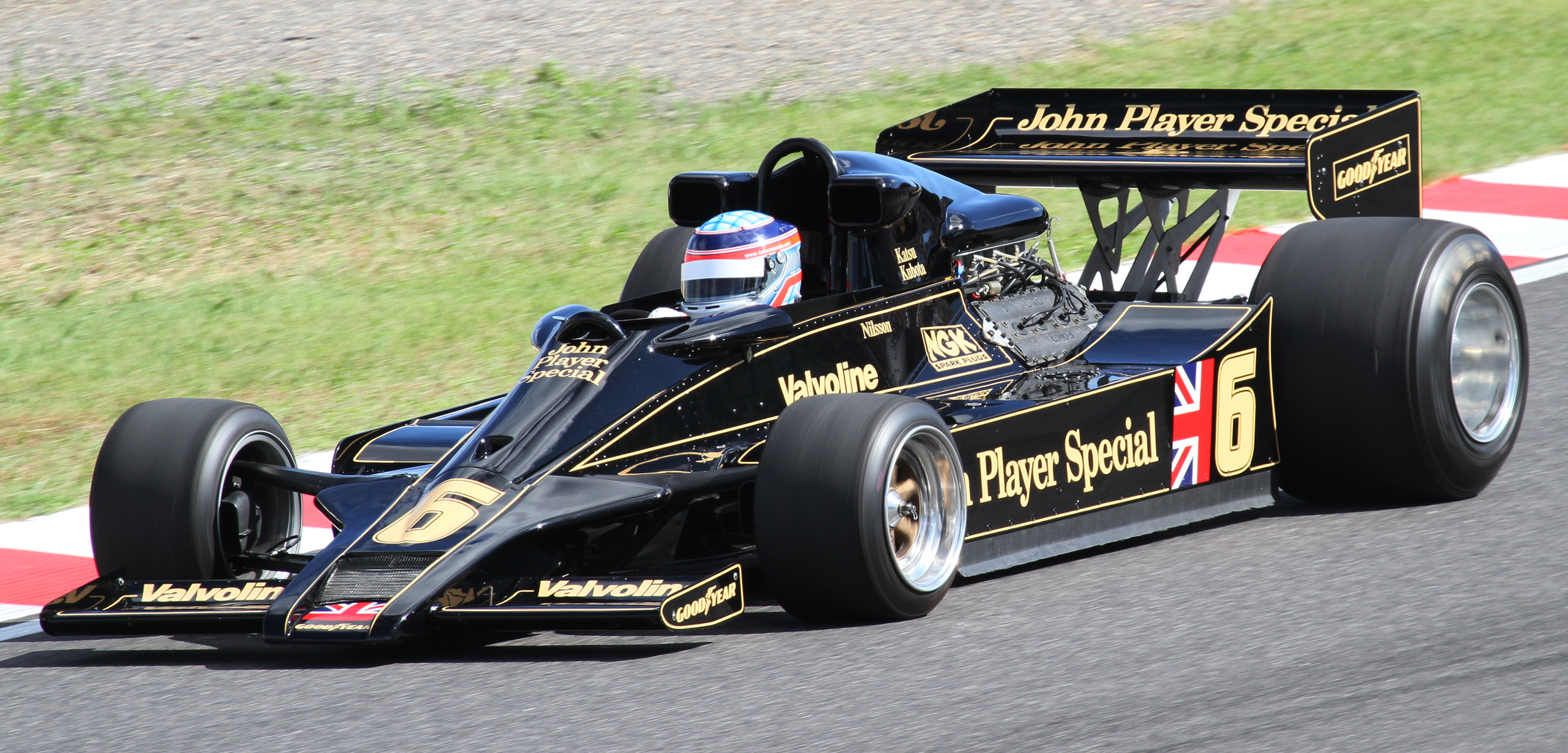
Такума Сато демонструє Lotus 78 (2010 рік)

Наступним прикладом ефективного використання ґраунд-ефекту став автомобіль Lotus 78, створений під керівництвом Коліна Чапмена для участі у перегонах Формули-1 у 1977 році. В конструкції автомобіля використовувався спеціальний профіль днища, подібний до перекинутого крила літака, для прискорення потоку повітря і еластичні «юбки» по боках, що ізолювали повітряний простір під автомобілем. Автомобіль виявився вдалим та виграв п'ять заїздів у 1977 році і ще два у 1978 році, після чого був замінений удосконаленою моделлю Lotus 79, що також використовувала ґраунд-ефект.

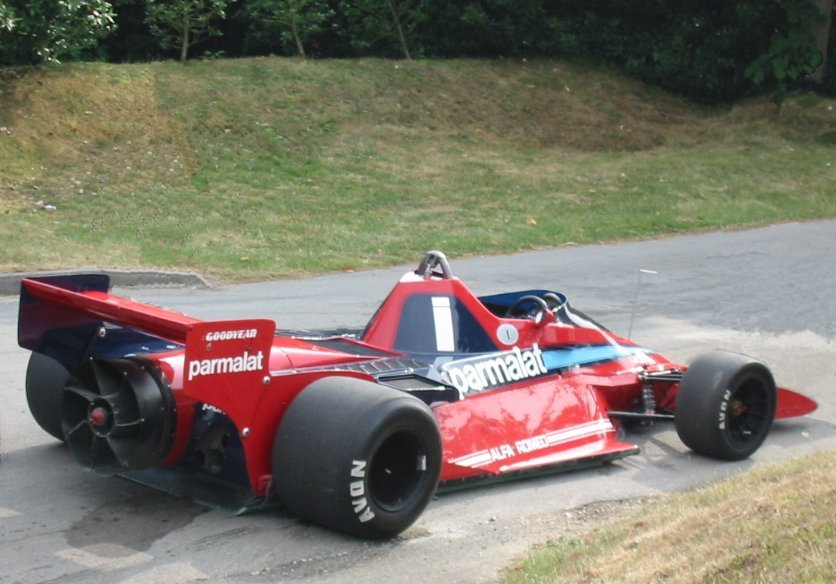
Brabham BT46B, «автомобіль-порохотяг»

У 1978 році використати вентилятор для створення ґраунд-ефекту намагався Гордон Мюррей, конструктор команди Бребем, у моделі Brabham BT46. Він пішов на хитрість та оголосив вентилятор елементом системи охолодження двигуна. Автомобіль здобув перемогу у перших же перегонах, але був знятий з подальших змагань через скарги суперників, повторивши долю Chaparral 2J. В результаті Lotus-79 виявився поза конкуренцією і приніс команді Лотус перемогу у сезоні.
Вже наступного 1979 ґраунд-ефект почали використовувати й інші команди Формули-1. На кілька років він став фактором, що визначав зовнішній вигляд та характеристики автомобілів Формули-1. Але до переваг ґраунд-ефекту додавались і його недоліки. Ефективність притискування залежала від стабільності зазору між днищем автомобіля та поверхнею траси. Неідеальна аеродинаміка призводила до поздовжніх коливань автомобіля в русі — він хитався з носа на корму і назад. З цими проблемами боролися шляхом використання гранично жорсткої підвіски, через що пілоти гоночних автомобілів зазнавали сильної тряски. Підвищення швидкості проходження поворотів призвело до збільшення поперечних навантажень, які почали перевищувати витривалість пілотів, викликаючи короткочасні втрати свідомості. Підскок автомобіля на будь-якій нерівності або торкання траси днищем призводили до раптового зникнення притискної сили та втрати керування автомобілем.

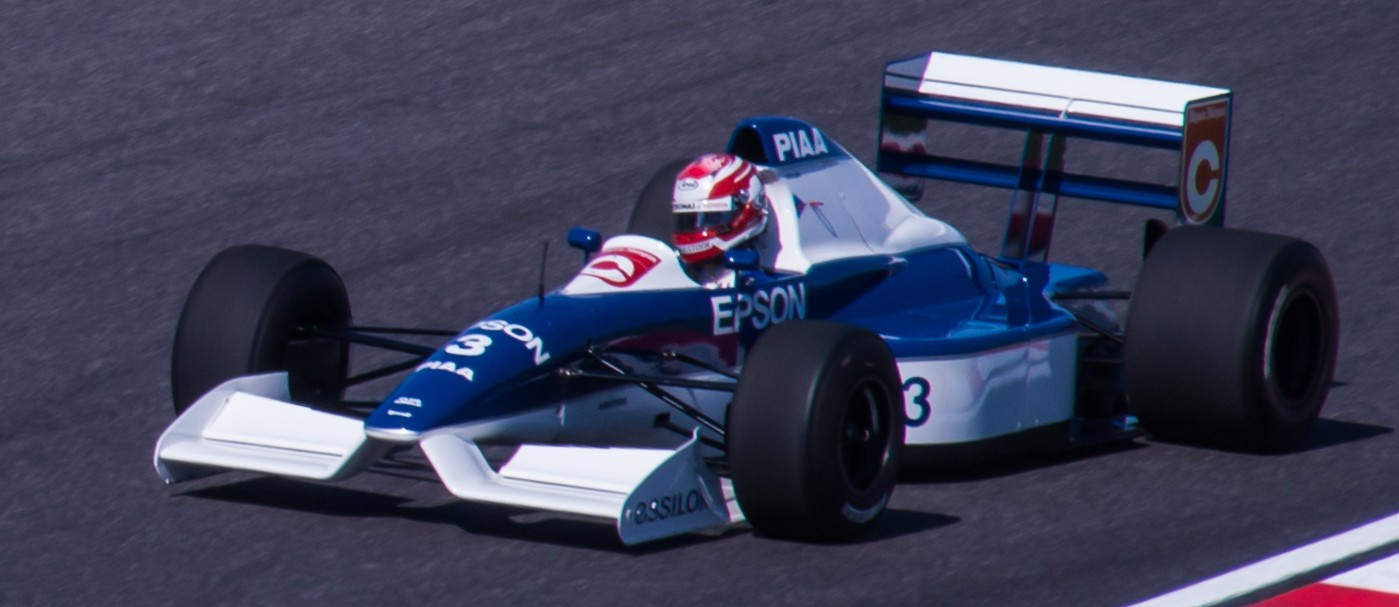
(1990) — перший автомобіль Формули-1, що отримав припідняту носову частину

Ці фактори вели до зростання аварійності, в результаті чого FIA були внесені зміни до правил, що обмежували використання ґраунд-ефекту: у 1981 році були заборонені еластичні «юбки» і встановлений мінімальний дорожній просвіт 60 мм. А з 1983 року правила зобов'язали в перегонових автомобілях виконувати днище пласким від передньої до задньої осі. Незважаючи на ці обмеження, ґраунд-ефект продовжує використовуватись для створення додаткової притискної сили наряду з антикрилами і спойлерами. Для прискорення повітряного потоку, що проходить під автомобілем використовуються припіднята носова частина автомобіля і розташований позаду задньої осі дифузор.

## Перспективи
Поширення різних аеродинамічних елементів на сучасних гоночних автомобілях призводить до утворення значних повітряних завихрень за автомобілем. Це ускладнює їхнє переслідування та обгін суперниками, що знижує видовищність автоперегонів. Ґраунд-ефект, який не викликає таких збурень, може зменшити потребу у великій кількості антикрил, відкрилків та спойлерів та покращити ситуацію з видовищністю. У 2015 році активно обговорювалося питання більш інтенсивного використання ґраунд-ефекту в технічному регламенті Формули-1 на 2017 рік. У серії Індікар вирішено знову повернутись до широкого використання ґраунд-ефекту з 2018 року.
У 2022 році після сорокарічної заборони ґраунд-ефект повернувся до Формули-1. Організатори чемпіонату світу Формули-1 надіються за допомогою ґраунд-ефекту добитись підвищення видовищності змагань.